# Oltedal
Oltedal is een plaats in de Noorse gemeente Gjesdal, provincie Rogaland. Oltedal telt 783 inwoners (2007) en heeft een oppervlakte van 0,73 km².